# Діраген
Діраген (нім. Dierhagen) — громада в Німеччині, розташована в землі Мекленбург-Передня Померанія. Входить до складу району Передня Померанія-Рюген. Складова частина об'єднання громад Дарс/Фішланд.
Площа — 27,47 км2. Населення становить 1598 ос. (станом на 31 грудня 2020).